# Andedop

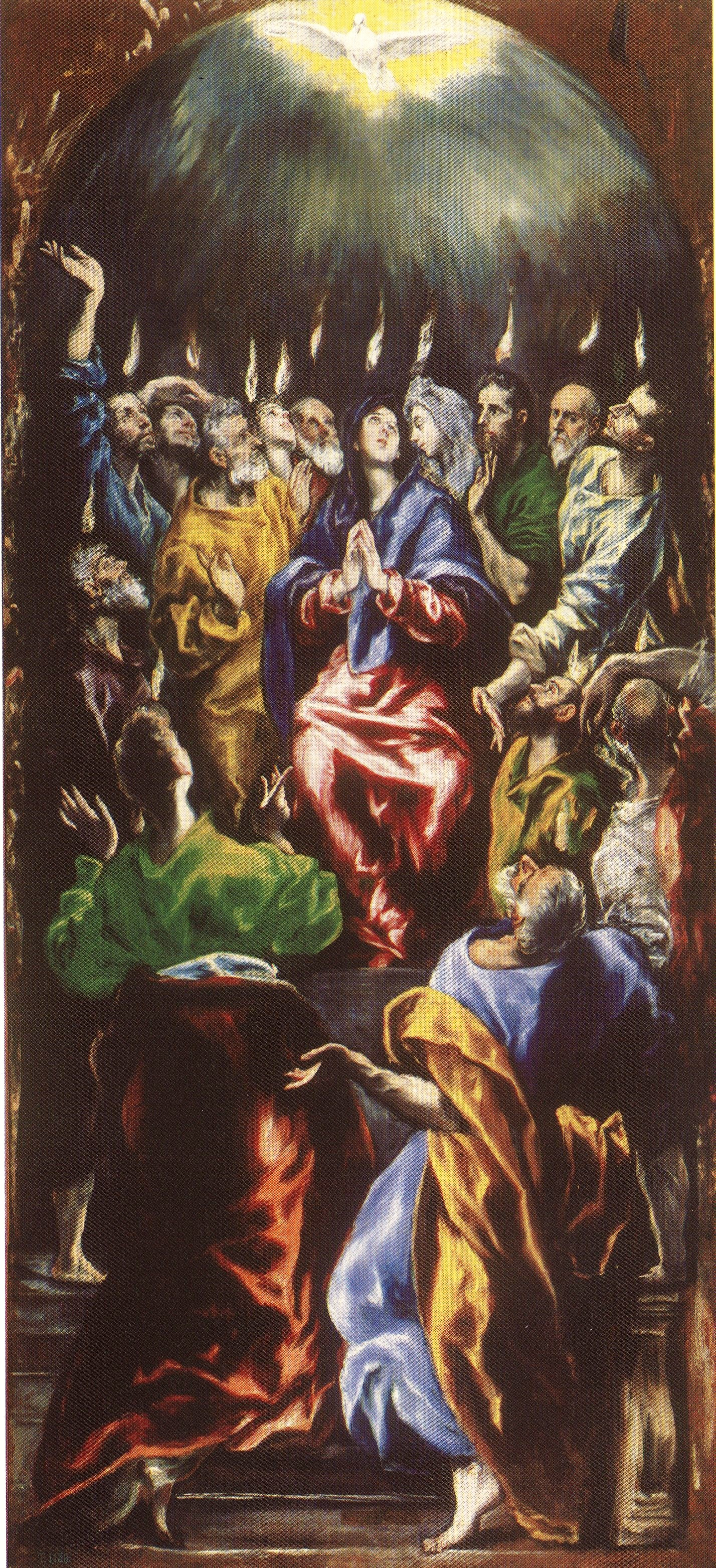
Det första andedopet

Andedop eller dop i Den Helige Ande är ett uttryck som används i Bibeln för de händelser som enligt Apostlagärningarna inträffade den första pingstdagen, då apostlarna blev inspirerade av Guds ande och fick hjälp och mod att predika och profetera för folket, började tala i olika tungomål och började utföra helande och andra underverk. I vissa kristna traditioner tolkas uttrycket som endast åsyftande denna händelse - som då betraktas som en engånghändelse. I andra betraktas andedop som synonymt med uttrycken att uppfyllas av Den Helige Ande, eller att Den Heliga Anden utgjuts över eller faller över någon; formuleringar som förekommer i flera olika sammanhang i Bibeln. I många traditioner associeras uttrycket även med utgivningen av andliga gåvor och kraft för kyrkligt ledarskap.
Innan uppkomsten av helgelserörelsen vid mitten 1800-talet, Pingströrelsen i början 1900-talet och karismatiska väckelserörelser vid mitten av 1900-talet, ansåg man inom de flesta kristna inriktningar att kristna blev döpta i den Helige Ande antingen i samband med dop i vatten, konfirmation och nattvard, eller i samband med omvändelse och avgörelse till kristendomen. Inom pentekostal teologi beskrivs andedopet däremot som en händelse skiljd från själva frälsningsupplevelsen och dopet i vatten, och en personlig upplevelse, ofta manifesterad genom någon andlig nådegåva, till exempel tungotal. I övriga delar av den karismatiska kristenheten menar vissa att andedopet sker i samband med dopet i vatten och att den kristne samtidigt eller senare i livet kan få en personlig upplevelse av uppfyllelse av Anden.  

## Historia
Det första andedopet står omskrivet i Apg 2:4 där det beskrivs hur en grupp anhängare till Jesus Kristus, bland andra de s.k. apostlarna, tog emot Den Helige Ande.
Ofta görs en hänvisning till Johannes dop av Jesus i floden Jordan, då Den Helige Ande på ett visade sig i form av en duva som sänktes ner över Jesus.
Det första dokumenterade tungotalandet i modern tid inträffade på nyårsnatten 1901 då elever på Bethel Bible College, Topeka, Kansas bad för en trettioårig predikant och elev vid namn Agnes Ozman. Hon hade bett sina kamrater lägga händerna på henne och be att hon skulle bli fylld av Den Helige Ande. När de gjorde detta lär Ozman ha börjat be på ett språk hon inte kände till men som uppfattades som kinesiska.
Innan 1901 förekom att metodister och helgelserörelsen kallade den kristna helgelseupplevelsen för "andedop". Man beskrev helgelsen som "the second blessing," den andra välsignelsen. Den första välsignelsen var omvändelsen.

## Kritik
I den allmänneliga apostoliska kyrkan ges den Helige Andens Gåva vanligtvis i samband med, eller efter dopet, genom handpåläggning eller genom smörjelse med invigt olja, Crisma. Andens gåva förlänas till alla kristna, de utgör en kropp och en Ande, den särskilda gåva som ges till den enskilde kan variera men är till uppbyggelse för individen och församlingen, kritik kan därför framföras mot den ensidiga fokuseringen på "Tungotalet", och att man kallar detta för "Andedop". Man menar ofta att det finns ett särskilt "Bönespråk", man bygger detta på en eller ett par rader i bibeln,stödet kan därför anses svagt.